# Drevskall
Drevskall är det skall som drivande hundar och stötande hundar avger i samband med jakt.
Även ställande hundar kan avge drevskall innan de har ställt viltet. Det skall som en hund avger då den har ställt ett vilt kallas för ståndskall. Drevskallet gör det möjligt för att jägaren att bedöma var hunden befinner sig och hur jakten utvecklar sig. 
Med väckskall markerar hunden att den har funnit ett spår av ett jaktbart vilt innan upptaget. Då det gäller hundar som används för jakt av olika typer av vilt så kan hundens typ av skall ofta vara en mycket god indikation på vilket slags vilt som hunden arbetar med.
Under pågående drevjakt indikerar skallets intensitet hur nära hunden befinner sig viltet. Skallets kvalitet kan även påverka viltets beteende under jakten, vilket främst torde vara fallet då det gäller hjortdjur. Det anses exempelvis vara önskvärt att en rådjursdrivande hund inte ska ha ett alltför skarpt skall, eftersom det kan medföra att rådjuret inte buktar på önskvärt sätt. Vid tappter indikerar skallet hur tapptarbetet fortgår.
Vissa hundar har dubbelskall, vilket innebär att hundens skall kontinuerligt varierar mellan bas och diskant på ett sådant sätt att intrycket blir att det skulle vara två olika hundar som jagar samma vilt. Dubbelskall anses som en eftersträvansvärd kvalitet hos stövare och premieras vid jaktprov.
Drevskallets kvalitet utgör ett bedömningsmoment vid jaktprov för drivande hundar. Bedömningskriterierna skiljer sig åt vid olika typer av jaktprov. Drevskallet utgör även grunden för andra moment som upptag och tapptarbete.

## Stövare
Väckning på slag av hare. En stövare bör vara tyst under slagarbete på hare, vilket ger betyget "Utmärkt", 6 poäng, på jaktprov. Om hunden avger sparsamma väckskall utan serier ges betyget "God", 4 poäng. Avger hunden serier av väckskall med varierande mellanrum, måttliga till rikliga väckskall ges betyget "Mindre god", 2 poäng. Den hund som ger rikliga väckskall, eller om hunden avger serier av väckskall med korta mellanrum får betyget "Dålig", 1 poäng. Skulle hunden ge drevlika väckskall, och om hundens väckningar går inte att skilja från drevskall, varför man inte kan avgöra om upptag skett ges betyget "Graverande", 0 poäng.
Skallmarkering under drev. En stövare bör kunna nyansera skallet så att det är möjligt att avläsa var hund och drevdjur befinner sig, vilket ger betyget "Utmärkt", 6 poäng, på jaktprov. Om hunden skallar ordinärt eller tätt utan markerad nyansering ges betyget "God", 4 poäng. Den hund som är lös eller hård helt utan nyansering ges betyget "Mindre god", 2 poäng. Den hund som är så lös eller hård att det, trots normala betingelser, är svårt att följa drevets gång får betyget "Dålig", 1 poäng. Skulle hunden vara så vilseledande lös eller hård att drevets förlopp inte kan följas, eller att  drevtiden kan ej bedömas ges betyget "Graverande", 0 poäng.
Väckning på tappt.
En stövare bör vara tyst under tapptarbete, vilket ger betyget "Utmärkt", 6 poäng, på jaktprov. Om hunden avger sparsamma väckskall under tapptarbete, utan serier ges betyget "God", 4 poäng. Avger hunden serier av väckskall under tapptarbete med varierande mellanrum, måttliga till rikliga väckskall ges betyget "Mindre god", 2 poäng. Den hund som, under tapptarbete, ger rikliga väckskall, eller om hundens väckskalls-serier avges med korta mellanrum får betyget "Dålig", 1 poäng. Skulle hunden ge drevlika väckskall, så att hundens väckningar går inte att skilja från drev ges betyget "Graverande", 0 poäng. Det anses att väckning under tapptarbete försvårar jakten mer än väckning under arbete på slag, eftersom det då kan vara svårare att avgöra om det verkligen är fråga om en tappt, inte minst mot bakgrund av att en stövares skall bör vara nyanserat. Om hunden avancerar på löpan under gles skallgivning från en tapptplats tills den nått kontakt med drevdjuret bör detta inte betecknas som väckning på tappt.
Hörbarhet. Skallets hörbarhet på längre håll är givetvis det mest betydelsefulla. Ett klangfullt, väl hörbart skall är värdefullt, och dubbelskall ses som ett plus. Ett pipigt eller dovt skall med dålig hörbarhet är av ringa värde.  Vid jaktprov ges betyget "Utmärkt", 6 poäng, på jaktprov om hundens drevskall med mycket god hörbarhet tränger igenom på långt avstånd i normal terräng och vid normal väderlek. Om man får en klar bild av drevets förlopp när detta under normala väderleksförhållanden går i normala bukter i normal terräng så ges betyget "God", 4 poäng. Om hundens skall är mindre hörbart även vid normala till gynnsamma förhållanden i övrigt ges betyget "Mindre god", 2 poäng. Betyget "Dålig", 1 poäng, ges när drevskallet gång på gång försvinner utan att några egentlig hinder för genomträngning finns. Det går då inte att bedöma drevet trots att man befinner sig nära buktområdet. Kan man inte ens på mycket kort avstånd inte höra drevet under normala väderleksförhållanden i normal terräng ges betyget "Graverande", 0 poäng. Vid bedömning på jaktprov skall hänsyn tas till terräng- och vindförhållanden, klar eller disig luft, skogstäthet, snöförhållanden, trafikbuller med flera omständigheter som påverkar hörbarheten.
Klang och ton. Det anses önskvärt att en stövare har ett klangfullt dubbelskall. Vid jaktprov ges betyget "Utmärkt", 6 poäng, när hunden har ett mycket klangfullt, flertonigt skall. Betyget "God", 4 poäng, ges när hundens skall har god klang och ton. Betyget "Mindre god", 2 poäng, ges när hundens skall har mindre god klang och ton. Betyget "Dålig", 1 poäng, ges när skallet är hest, kort och har dålig klang. Betyget "Graverande", 0 poäng, ges när skallet är extremt klanglöst.

### Axemmyrs skallpris
Axemmyrs skallpris är ett vandringspris som delas ut av Svenska Luzernerringen. Priset delas ut till den hund som under provåret fått de högsta egenskapspoängen enligt följande:
Summa poäng av: Hörbarhet, Klang och Ton, Väckning på slag, Väckning på tappt och Nyansering. Maximalt kan 30 poäng uppnås. Vid lika poäng vinner den yngsta hunden.

Priset delades ut för första gången vid Luzernerringens årsmöte 2008, och består av en tavla målad av Folke Pettersson.